# Monoamin
 Der er for få eller ingen kildehenvisninger i denne artikel, hvilket er et problem. Du kan hjælpe ved at angive troværdige kilder til de påstande, som fremføres i artiklen.

Monoamin er et molekyle bestående af en aminogruppe forbundet til en aromatisk ring gennem en kæde indeholdende to karbonmolekyler. Monoamin anvendes ofte som en neurotransmitter - f.eks. dopamin, serotonin eller adrenalin.
| Molekylærbiologi | Spire Denne molekylærbiologiartikel er en spire som bør udbygges. Du er velkommen til at hjælpe Wikipedia ved at udvide den. |